# Ersange
Ersange (en luxemburguès: erseng; en alemany: Ersingen) és una vila de la comuna de Waldbredimus, situada al districte de Grevenmacher del cantó de Remich. Està a uns 11,3 km de distància de la ciutat de Luxemburg.